# 65-й Венецианский кинофестиваль
65-й Венецианский международный кинофестиваль проходил в Венеции, Италия с 27 августа по 6 сентября 2008 года. Жюри под председательством Вима Вендерса наградило Золотым львом американскую кинокартину Рестлер, снятую Дарреном Аронофски.

## Конкурсная программа

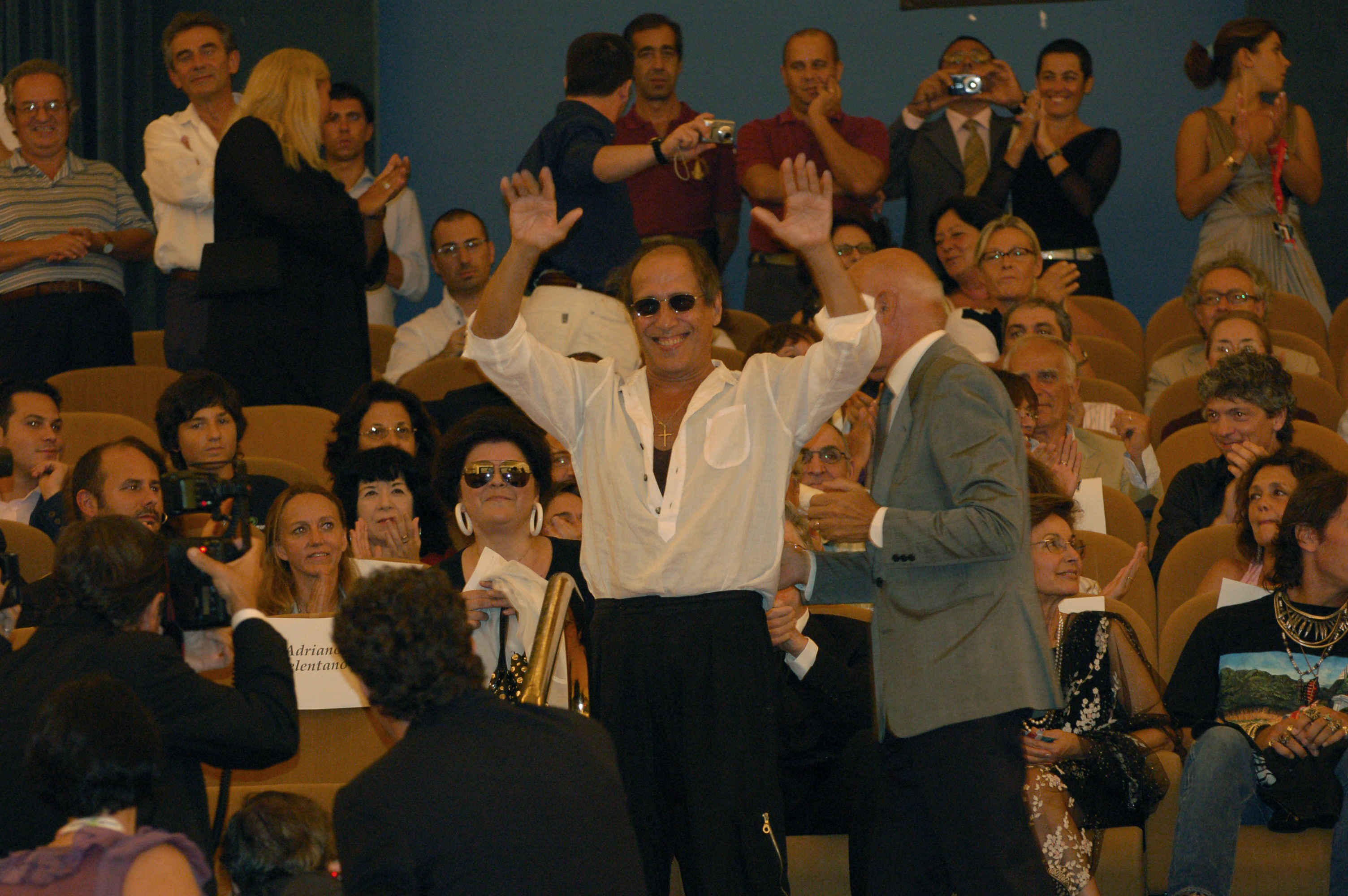
Адриано Челентано, специальный гость фестиваля

| Название                              | Режиссёр                            | Производство  |
| Ахиллес и черепаха                    | Такэси Китано                       | Флаг Японии   |
| Другая                                | Патрик Марио Бернар и Пьер Тривидик | Флаг Франции  |
| Наблюдатели за птицами                | Марко Бечис                         | Флаг Италии   |
| Пылающая равнина                      | Гильермо Арриага                    | Флаг США      |
| Повелитель бури (The Hurt Locker)     | Кэтрин Бигелоу                      | Флаг США      |
| Индзу: чудовище в тени                | Барбе Шрёдер                        | /             |
| Внутри страны                         | Тарик Такийа                        | /             |
| Йерихов                               | Кристиан Петцольд                   | Флаг Германии |
| Собачья ночь                          | Вернер Шрётер                       | /             |
| Папа Джованны                         | Пупи Авати                          | Флаг Италии   |
| Бумажный солдат                       | Алексей Герман-младший              | Флаг России   |
| Идеальный день                        | Ферзан Озпетек                      | Флаг Италии   |
| Пластиковый город                     | Ю Ликвай                            | /             |
| Рыбка Поньо на утёсе                  | Хаяо Миядзаки                       | Флаг Японии   |
| Рэйчел выходит замуж                  | Джонатан Демми                      | Флаг США      |
| Семя раздора                          | Паппи Корсикато                     | Флаг Италии   |
| Небесные скитальцы (The Sky Crawlers) | Мамору Осии                         | Флаг Японии   |
| Молоко (Süt)                          | Семих Капланоглу                    | /             |
| Роса (Teza)                           | Хайле Герима                        | /             |
| Вегас: основано на подлинной истории  | Амир Надери                         | Флаг США      |
| Рестлер                               | Даррен Аронофски                    | Флаг США      |

## Официальные награды
- Золотой лев за карьеру — Эрманно Олми
- Золотой лев за лучший фильм — Рестлер Даррена Аронофски
- Серебряный лев лучшему режиссёру — Алексей Герман-младший за фильм Бумажный солдат
- Специальный приз жюри — Роса (Teza) Хайле Герима
- Кубок Вольпи лучшему актёру — Сильвио Орландо за фильм Папа Джованны
- Кубок Вольпи лучшей актрисе — Доминик Блан за фильм Другая
- Премия Марчелло Мастроянни лучшему молодому актёру или актрисе — Дженнифер Лоуренс за фильм Пылающая равнина
- Золотая Озелла за лучший технический вклад — Алишер Хамидходжаев и Максим Дроздов за фильм Бумажный солдат
- Золотая Озелла за лучший сценарий — Хайле Герима за фильм Роса (Teza)
- Специальный Лев за общий вклад в киноискусство — Вернер Шрётер
- Приз Луиджи Ди Лаурентиса – Лев Будущего за лучший дебют — Обед по случаю Феррагосто Джованни Ди Грегорио

### Горизонты
- Премия Горизонты — Меланхолия Лав Диаса
- Премия Горизонты Документ — Ниже уровня моря Джанфранко Рози
  - Специальное упоминание — Озеро Филиппа Грандрё
  - Специальное упоминание — Мы Хуан Венхая

### Короткометражное кино
- Лев Короткометражки за лучший короткометражный фильм — Земля и хлеб Карлоса Армеллы
- Премия UIP за лучший европейский короткометражный фильм — Альтруисты Коена Дежагера
- Специальное упоминание — Обед Карчи Перлмана